# 多田斎
多田 斎（ただ ひとし、1955年3月29日 - ）は、日本の実業家。
野村證券取締役兼執行役会長、だいこう証券ビジネス代表取締役社長等を経て、セレス取締役、ライトオン取締役。

## 人物・経歴
兵庫県出身。1978年甲南大学経済学部卒業、野村證券入社。1988年成城支店長。1996年渋谷支店長。1997年営業相談室長兼総務審理室長。1999年営業業務本部支店経営担当。1999年取締役。2003年常務取締役。2008年執行役兼専務執行役員。2009年執行役副社長。2010年執行役副社長兼営業部門CEO。2011年Co-COO兼執行役副社長。2012年取締役兼執行役会長。2013年野村総合研究所顧問。同年だいこう証券ビジネス代表取締役社長、ジャパン・ビジネス・サービス代表取締役社長。2015年DSB情報システム代表取締役会長、DSBソーシング代表取締役会長。2016年ジャパン・ビジネス・サービス代表取締役会長。2017年セレス取締役、だいこう証券ビジネス相談役、ライトオン取締役。2018年ツナグ・ソリューションズ取締役。2019年ツナググループ・ホールディングス取締役。